# L'Essor (Mali)
Pour les articles homonymes, voir L'Essor.
L'Essor est un quotidien national et gouvernemental malien.

## Historique
Le quotidien L'Essor a été créé en 1947 par l’Union soudanaise-Rassemblement démocratique africain (US-RDA), parti politique réclamant l’indépendance du Soudan français, alors colonie française,.
Après le coup d’État militaire de 1968, L'Essor devient un quotidien gouvernemental.
Installé à Bamako, le quotidien malien en français produit un tirage de 7 000 exemplaires.